# Tomislav Dimitrijević Tomako
Tomislav Dimitrijević Tomako (Trstenik, 1957) je putnik, planinar, fotograf i pesnik.
Proputovao je pola sveta tragajući za neobičnim predelima i ljudima. 
Nekoliko puta putovao je u Južnu Ameriku.
Prilikom njegove prve posete vodopadima Iguazu, napravio je fotografije iz vazduha, za šta je unajmio helikopter.
Inspirisan ovim vodopadima napisao je pesmu ’’Let iznad vodopada Iguazu’’.